# Nortura
Nortura SA er en norsk landbrugs- og fødevarevirksomhed, som blev etableret i 2006 ved en fusion mellem Gilde Norsk Kjøtt og Prior Norge. Nortura SA er Norges største virksomhed indenfor kød- og ægprodukter, og omsætter for 23 mia. norske kroner. Koncernen har produktionsvirksomhed i 30 kommuner med fabrikker, slagterier og ægpakkerier. Selskabet er ejet af 18.800 landmænd. Koncernen har ca. 5.500 ansatte.